# Vuurmaskertangare
De vuurmaskertangare (Tangara parzudakii) is een zangvogel uit de familie Thraupidae (tangaren). 

## Verspreiding en leefgebied
Deze soort telt 3 ondersoorten:
- T. p. parzudakii: van Colombia en westelijk Venezuela tot centraal Ecuador.
- T. p. urubambae: Peru.
- T. p. lunigera: westelijk Colombia en westelijk Ecuador.